# Консейсан, Робсон
Робсон Донато Консейсан (порт. Robson Donato Conceição, 25 октября 1988) — бразильский боксёр-профессионал. Олимпийский чемпион (2016), двукратный призёр чемпионатов мира в категории до 60 кг, в любителях. Бывший чемпион мира по версии WBC в полулёгком весе (2024—2024)

## Любительская карьера
В 2005 Консейсан впервые приняли участие в национальном чемпионате (в весовой категории до 51 кг), и завоевал золото. В 2006 году он занял второе место на чемпионате Бразилии в полулёгком весе (-54 кг), 2007 году третье место в первом лёгком весе (-57 кг).
Выиграл квалификационный турнир для участия в Олимпийских играх 2008 года, в финале победив Абнера Котто. В первом же бою на Олимпийских играх Робсон проиграл боксёру из Китая, Ли Яну (12:4).
2009 Консейсао впервые принял участие в чемпионате США и выиграл. На чемпионате мира в том же году он проиграл в первом бою кубинцу, Ясниэлю Толедо (21:7). В 2009 году завоевал золото на чемпионате Бразилии. Принял участие на панамериканских играх, в третьем туре победил мексиканца, Оскара Вальдеса.
Консейсао завоевал серебро на Панамериканских играх 2011 года после победы над доминиканцем Веллингтоном Ариасом (18:11), американцем Тока Кан-Клари (21:6) и пуэрториканцем Анхелем Суаресом (27:8), а в финале проиграл кубинцу Ласаро Альваресу (19:15).

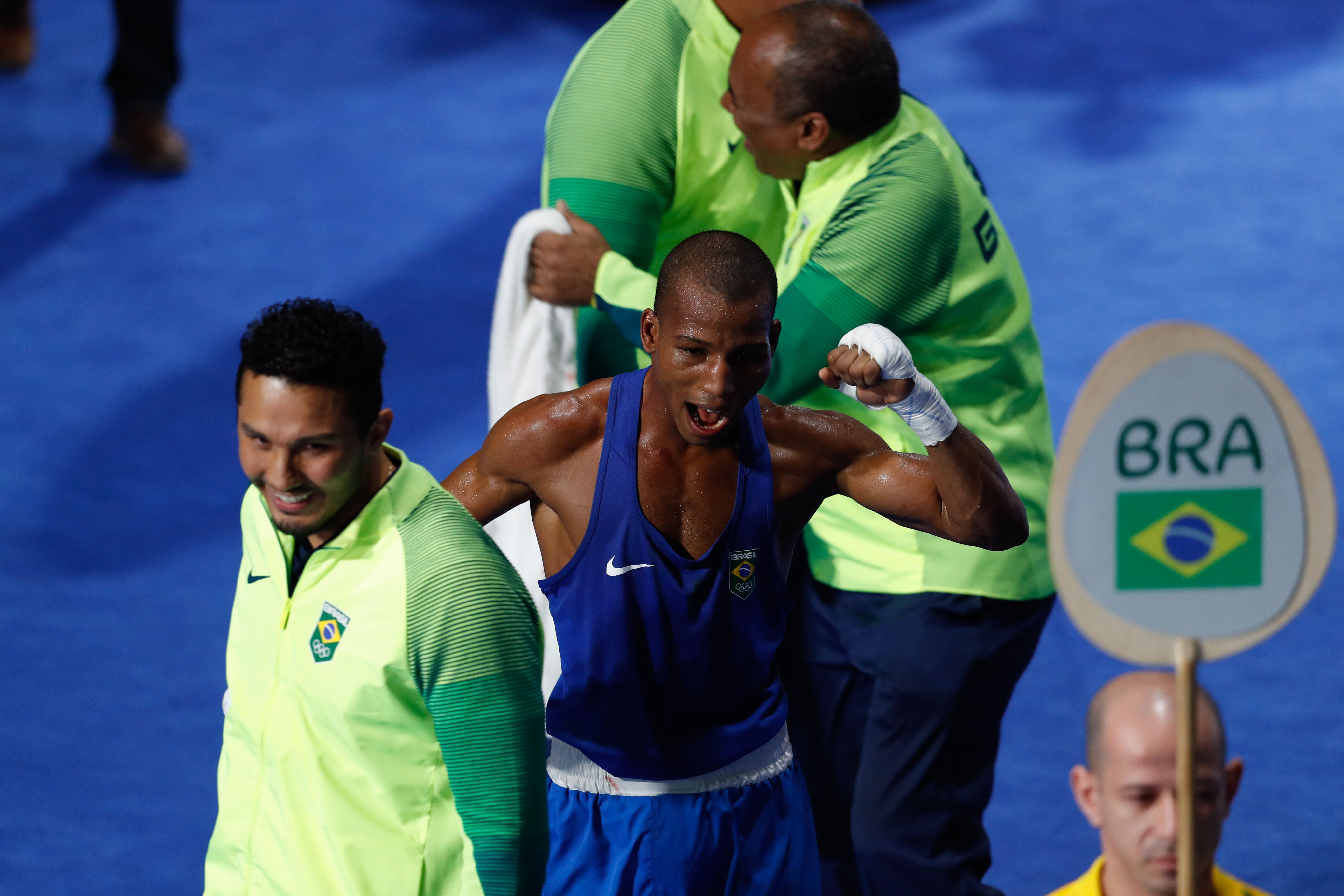

На чемпионате мира 2011 года Консейсан, победив поляка Михала Чудеского (16:7) и британца Мартина Уорда (21:20), вышел во второй тур, в котором он встретился с известным боксёром с Украины, Василием Ломаченко. Ломаченко был намного активнее в бою, особенно в третьем раунде, и трижды отправлял Консейсана в нокдаун, но рефери засчитал только один, и всячески делал замечания украинцу. Из-за предвзятого судейства победу присудили Консейсан, но украинская команда тут-же подала протест, и после детального анализа боя победу заслужено присудили Ломаченко, хоть и близким решением (19:18).
В 2012 году Робсон завоевал титул чемпиона Бразилии в лёгком весе.
В 2013 году принял участие на чемпионате мира по боксу в Алма-Ате. В полуфинале победил итальянца, Доменико Валентино, а в финале уступил кубинцу Ласаро Альваресу и завоевал серебряную медаль.
В 2015 году на чемпионате мира в Дохе, проиграв в полуфинале Альберту Селимову (Азербайджан), завоевал бронзовую медаль.

На домашних Олимпийских играх в Рио-де-Жанейро 2016 года добился наивысшего успеха, став олимпийским чемпионом.

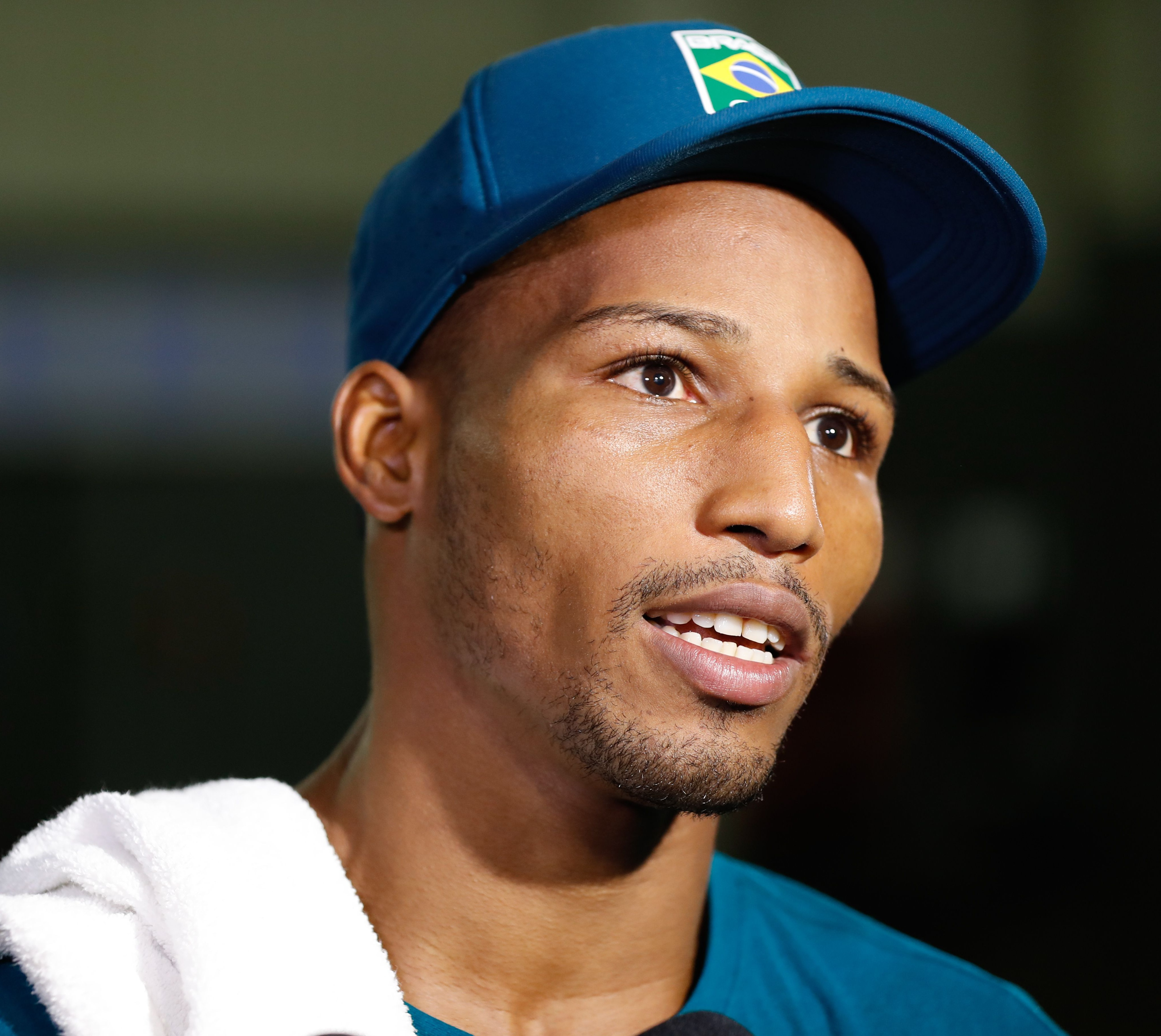

## Профессиональная карьера
После Олимпийских Игр Консейсан подписал контракт с известным американским промоутером Бобом Арумом, и дебютировал на профессиональном ринге 5 ноября победив американского джорнимена Клэя Бёрнса единогласным решением судей в четырёхраундовом бою во второй полулёгкой весовой категории (до 59 кг). 

#### Бой с О'Шаки Фостером
6 июля 2024 года в Ньюарке (США) прошёл вечер бокса промоутерской компании Top Rank, где соглавным событием стала четвёртая попытка Консейсана завоевать титул во втором полулёгком весе (до 59 кг) против О’Шаки Фостер (22-2, 12 КО). Претендент шёл вперёд и поддавливал, чемпион не ввязывался в ближний бой полагаясь на точность и скорость. Ближе к середине боя Фостер стал пассивничать, но бразилец никак не мог воспользоваться таким этим, его эффективность не высока. Вторая половина боя так же прошла под контролем чемпиона, лишь в последних двух раундах претендент активизировался. Судьи посчитали спорно: 116—112 Консейсау, 116—112 Фостер и 115—113 Консейсау. Compubox обнародовали статистику: Фостер уверенно перебоксировал Консейсау по всем показателям. Точные удары (109-76), джебы (51-27), силовые (58-49) были на стороне чемпиона. WBC постановил провести незамедлительный матч-реванш который пройдёт 2 ноября в Нью Йорке. 

#### Реванш с О'Шаки Фостером
Матч-реванш прошёл 2 ноября и состоялся в Вероне, штат Нью-Йорк с трансляцией на ESPN+. Фостер сделал ставку на активную работу и атаку. В отличие от первого боя, он чаще атаковал, однако это сказалось на защите. Бой получился значительно более зрелищным и ближе чем первая встреча. Бразилец значительно улучшил статистику точности при почти равной активности в этом бою. Первая половина боя осталась за чемпионом, который выбрасывал больше ударов и был точнее (кроме 1-го раунда). С 6-го раунда Фостер хоть и уступал в выброшенных ударах (кроме 8 и 9-й трехминуток), но был точней всю последующую дистанцию. Фостер вернул себе пояс несмотря на раздельное решение судей: 115—113 Фостер, 115—113 Консейсау и 115—113 Фостер. Compubox обнародовал статистику: Точные удары снова были за Фостером, но не так разгромно как в первом бою (172 на 153), cиловые (120-94) тоже на стороне американца, а вот в джебах бразилец оказался впереди (59-52).